# Roland Phleps

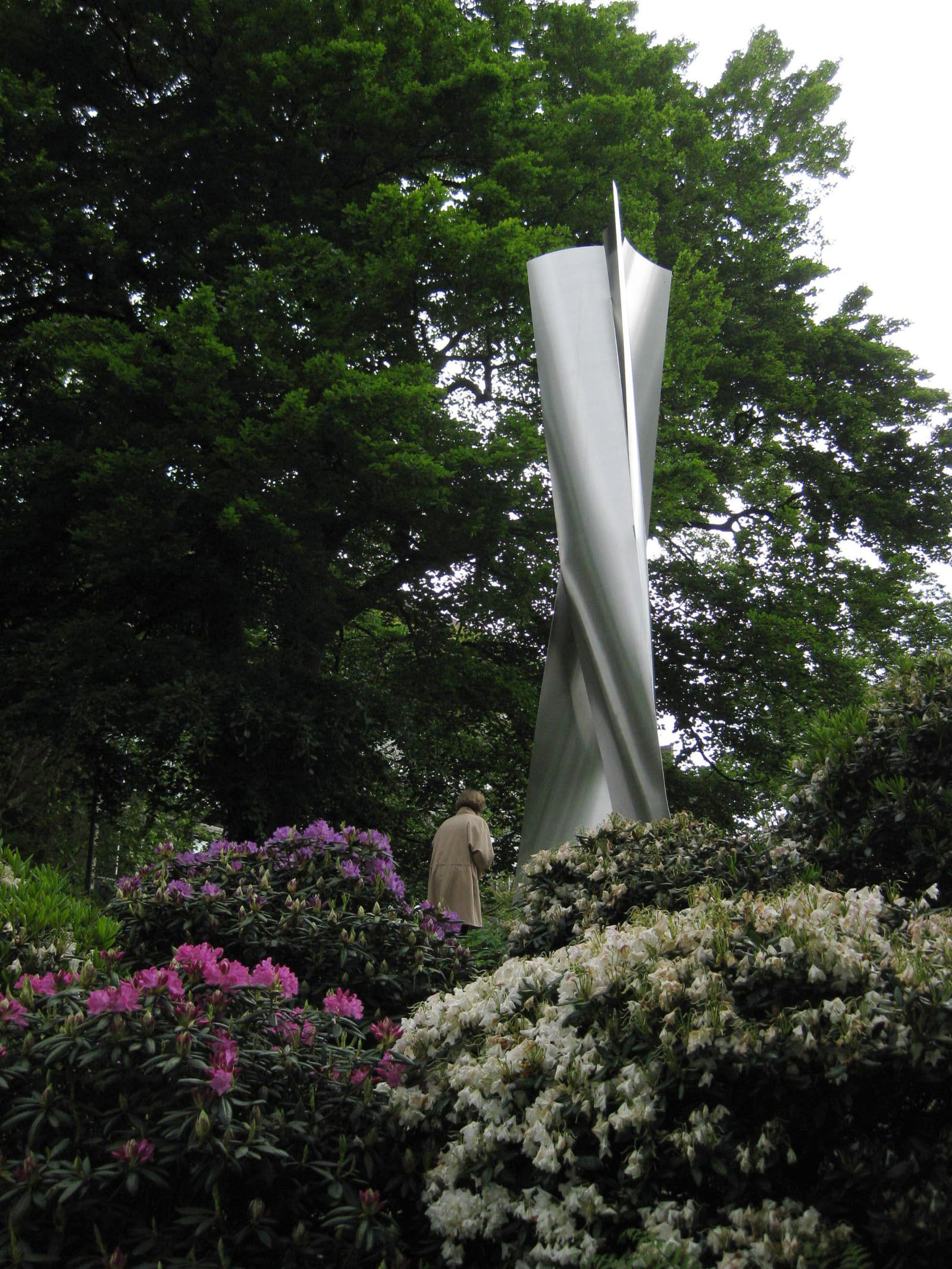
Estela Enfardelada 1

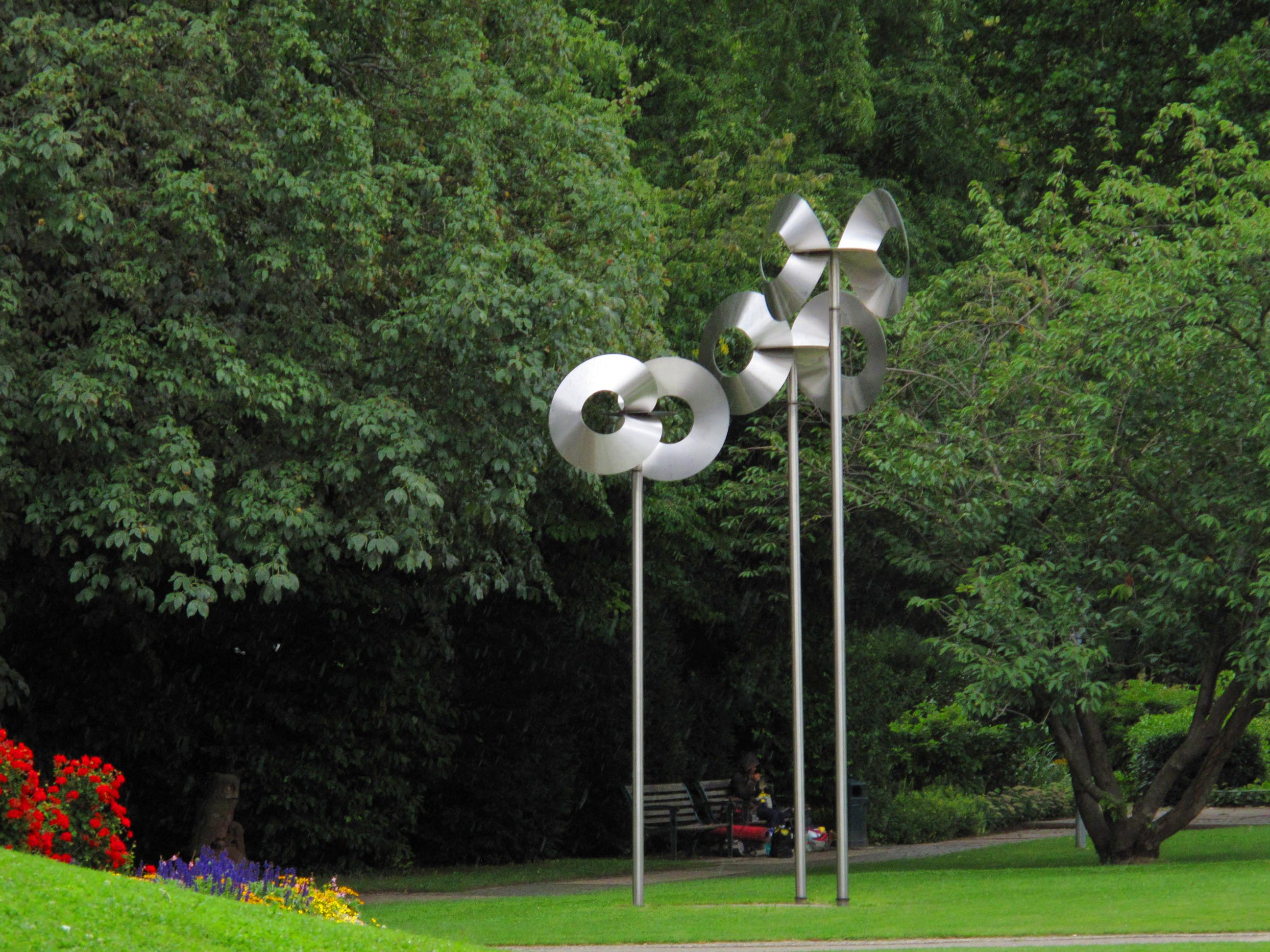
Juegos de Viento

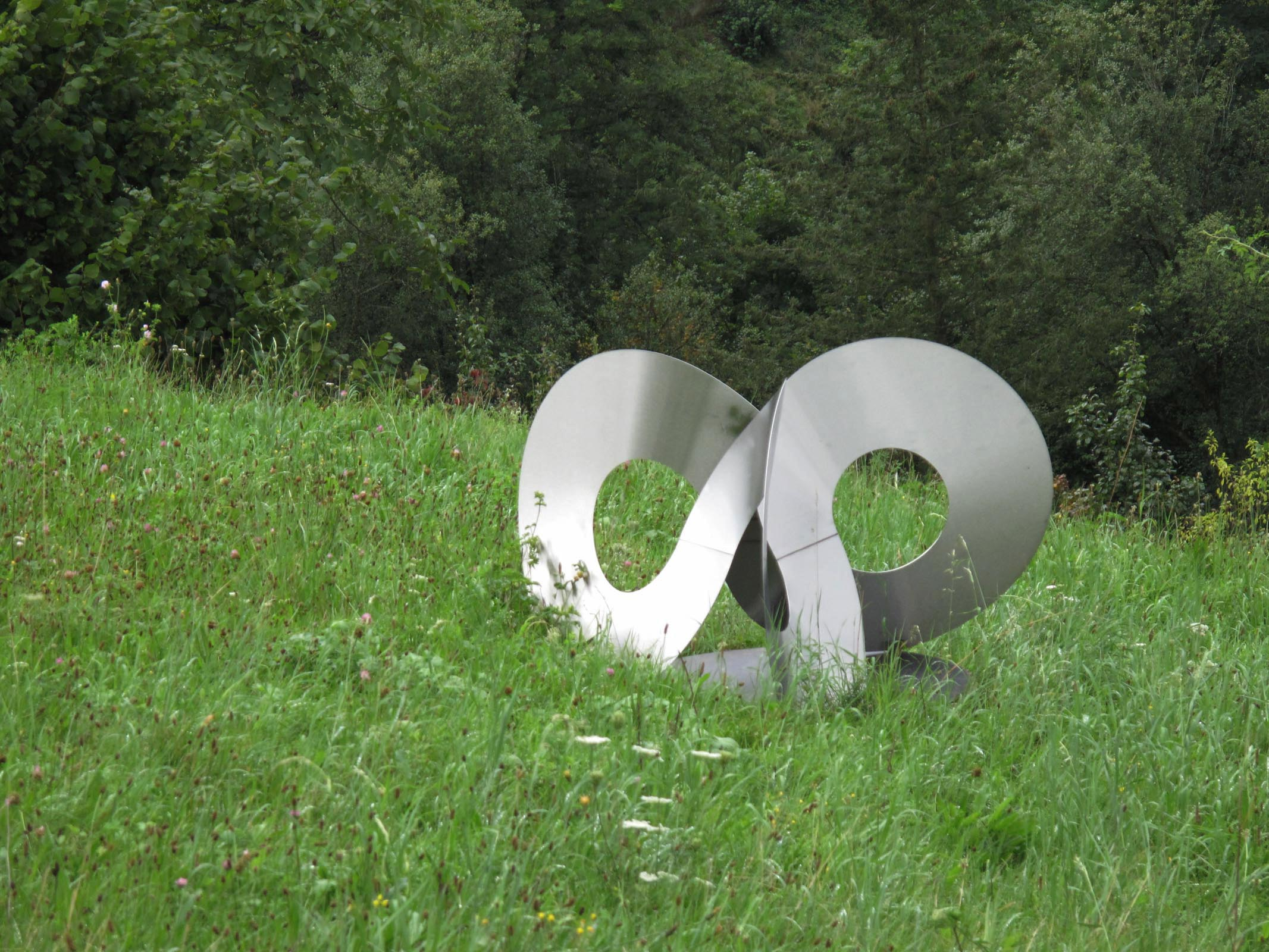
Viraje Interminable

Roland Phleps es un escultor alemán.
Nació en 1924 en Hermannstadt (Sibiu) en Siebenbürgen (Transilvania), Rumania, donde hizo el bachillerato en 1943 en el Brukenthal-Gymnasium, un instituto donde se enseña en alemán. A partir de 1945 estudió medicina en Alemania. Entre 1951 y 1959 fue médico ayudante en varios hospitales y llegó a ser especialista en neurología y psiquiatría y en 1959 se estableció finalmente en Friburgo de Brisgovia como neurólogo y psiquiatra.
Los comienzos de su obra artística vienen del jugar y experimentar con formas geométricamente determinadas. Se considera como un representante del arte concreto y su material preferido es el acero. En 1997 creó la Stiftung für Konkrete Kunst Roland Phleps (traducido: Fundación para Arte Concreto Roland Phleps), en 1998 hizo construir la Skulpturenhalle (traducido: Galería de Esculturas) en Friburgo que inauguró en 1999 con una exhibición de sus propias obras y que desde entonces es utilizada para la exhibición de las obras de artistas del arte concreto invitados.
En general, sus obras pueden verse al aire libre y sobre todo en Friburgo donde un gran número de sus obras está expuesto en un prado llamado Skulpturenwiese (traducido: Prado de Esculturas).

## Enlaces
- Wikimedia Commons alberga una categoría multimedia sobre Roland Phleps.
- Sitio web de la Stiftung für Konkrete Kunst Roland Phleps (Fundación para Arte Concreto Roland Phleps)